# Wadi Muqaddam
Wadi Muqaddam és un wadi del Sudan, que s'inicia a la wilaya del Kordufan, segueix per la de Nahr an-Nil i acaba a la d'Ash-Shamaliyah.
Aquesta regió fou el centre d'una cultura de la que resten túmuls i cementiris. Importants troballes s'han fet a Al-Meragh, 225 km al nord de Khartum i 65 km al sud de Korti, amb les restes de túmuls. En aquesta ciutat s'han localitzat també les restes d'un antic assentament meroític que fou destruït per uns invasors identificats com els meded, que les inscripcions diuen que vivien a l'oest de Krtn que sembla la transcripció de Korti. La seu originària dels meded podria haver estat a Gireid-Fuweika, uns 50 km al nord d'Al-Meragh, i foren els meded els que desenvoluparen la cultura dels túmuls.